# Temporada 2001 del fútbol colombiano
La Temporada 2001 del fútbol colombiano abarcó todas las actividades relativas a campeonatos de fútbol profesional, nacionales e internacionales, disputados por clubes colombianos, y por las selecciones nacionales de este país, en sus diversas categorías.

## Torneos locales

### Categoría Primera A
- Final

| Fecha                                                        | Ciudad   | Equipo local           | Resultado | Equipo visitante       |
| ------------------------------------------------------------ | -------- | ---------------------- | --------- | ---------------------- |
| 16 de diciembre                                              | Medellín | Independiente Medellín | 0 - 1     | América de Cali        |
| 19 de diciembre                                              | Cali     | América de Cali        | 2 - 0     | Independiente Medellín |
| América de Cali es el campeón con el marcador global de 3-0. |          |                        |           |                        |

|                                     |
| Bandera de Colombia                 |
| Campeón América de Cali 11.º título |

#### Tabla de reclasificación
En la tabla de reclasificación se lleva a cabo la sumatoria de puntos de los clubes en todos los partidos del campeonato de primera división —el Apertura y el Finalización (incluyendo fases finales)—. En la misma se expresan los equipos clasificados de Colombia a los torneos internacionales de Conmebol para el siguiente año. Vale la pena anotar que para este momento aún no existía la Copa Sudamericana. Los cupos a torneos internacionales se distribuyeron de la siguiente manera:
- Copa Libertadores: Colombia 1 correspondió al campeón del año en el Campeonato colombiano 2001, Colombia 2 al ganador del Torneo Apertura y Colombia 3 al ganador del Torneo Finalización, iniciando todos su participación desde la Fase de grupos.

| Pos. | Equipos                | Pts. | PJ | PG | PE | PP | GF | GC | Dif |
| ---- | ---------------------- | ---- | -- | -- | -- | -- | -- | -- | --- |
| 1.   | Once Caldas (F)        | 90   | 50 | 25 | 15 | 10 | 81 | 53 | 28  |
| 2.   | América de Cali (C)    | 84   | 52 | 24 | 12 | 16 | 79 | 67 | 12  |
| 3.   | Deportivo Cali         | 82   | 50 | 23 | 13 | 14 | 70 | 51 | 19  |
| 4.   | Cortuluá (A)           | 75   | 50 | 20 | 15 | 15 | 58 | 52 | 6   |
| 5.   | Independiente Medellín | 74   | 52 | 20 | 14 | 18 | 73 | 56 | 17  |
| 6.   | Deportes Tolima        | 72   | 50 | 20 | 12 | 18 | 67 | 61 | 6   |
| 7.   | Santa Fe               | 71   | 50 | 19 | 14 | 17 | 63 | 56 | 7   |
| 8.   | Millonarios            | 67   | 50 | 19 | 10 | 21 | 69 | 62 | 7   |
| 9.   | Atlético Nacional      | 63   | 44 | 17 | 12 | 15 | 48 | 46 | 2   |
| 10.  | Envigado F. C.         | 61   | 44 | 16 | 13 | 15 | 63 | 66 | -3  |
| 11.  | Junior                 | 56   | 44 | 14 | 14 | 16 | 49 | 52 | -3  |
| 12.  | Deportivo Pasto        | 56   | 44 | 14 | 14 | 16 | 44 | 61 | -17 |
| 13.  | Deportivo Pereira      | 53   | 44 | 15 | 8  | 21 | 45 | 65 | -20 |
| 14.  | Real Cartagena         | 46   | 44 | 11 | 13 | 20 | 43 | 59 | -16 |
| 15.  | Atlético Huila         | 42   | 44 | 11 | 9  | 24 | 48 | 76 | -28 |
| 16.  | Atlético Bucaramanga   | 40   | 44 | 8  | 16 | 20 | 27 | 44 | -17 |

Fuente: Web oficial de Dimayor
|  | Zona de clasificación a la Fase de grupos de la Copa Libertadores 2002. |

| (C) | Campeón del Campeonato colombiano 2001. |
| (A) | Ganador del Torneo Apertura 2001.       |
| (F) | Ganador del Torneo Finalización 2001.   |

##### Representantes en competición internacional
| Clasificado como | Copa Libertadores 2002 |
| ---------------- | ---------------------- |
| Colombia 1       | América de Cali        |
| Colombia 2       | Cortuluá               |
| Colombia 3       | Once Caldas            |

#### Tabla del descenso
Los ascensos y descensos en el fútbol colombiano se definen por la Tabla de descenso, la cual promedia las campañas de campeonato colombiano 2000 y campeonato colombiano 2001. Los puntos de la tabla se obtienen de la división del puntaje total entre partidos jugados. El último  en dicha tabla descenderá a la Categoría Primera B dándole el ascenso directo al campeón de la segunda categoría.
En la Tabla de descenso no cuentan los partidos por cuadrangulares semifinales ni final del campeonato. Únicamente los de la fase todos contra todos.
| Pos. | Equipos                  | PJ | Pts. | Prom. |
| ---- | ------------------------ | -- | ---- | ----- |
| 1.   | América de Cali          | 88 | 154  | 1.75  |
| 2.   | Once Caldas              | 88 | 141  | 1.602 |
| 3.   | Deportes Tolima          | 88 | 138  | 1.568 |
| 4.   | Santa Fe                 | 88 | 137  | 1.557 |
| 5.   | Deportivo Cali           | 88 | 135  | 1.534 |
| 6.   | Millonarios              | 88 | 134  | 1.523 |
| 7.   | Junior                   | 88 | 126  | 1.432 |
| 8.   | Atlético Nacional        | 88 | 123  | 1.398 |
| 9.   | Envigado F. C.           | 88 | 119  | 1.352 |
| 10.  | Independiente Medellín   | 88 | 116  | 1.318 |
| 11.  | Cortuluá                 | 88 | 116  | 1.318 |
| 12.  | Deportivo Pasto          | 88 | 106  | 1.205 |
| 13.  | Deportivo Pereira        | 88 | 101  | 1.148 |
| 14.  | Real Cartagena           | 88 | 97   | 1.102 |
| 15.  | Atlético Huila           | 88 | 95   | 1.08  |
| 16.  | Atlético Bucaramanga (D) | 88 | 88   | 1     |

Fuente: Web oficial de Dimayor
| (D) | Descenso a la Categoría Primera B para la temporada 2002. |

##### Cambios de categoría al final de temporada
La Asamblea General de la Dimayor aprobó la ampliación de la Primera A de 16 a 18 equipos, por ello se realizó el Triangular de promoción en diciembre de 2001, donde Atlético Bucaramanga logró mantener la categoría mientras Unión Magdalena logró el segundo ascenso a la Primera A 2002.
|  | Ninguno |

|  | Deportes Quindío Unión Magdalena |

### Categoría Primera B
| Colombia                               |
| Campeón Deportes Quindío Primer título |

#### Triangular de Ascenso
La Asamblea General de la Dimayor aprobó la expansión de equipos en el Fútbol Profesional Colombiano de 16 a 18 equipos, lo cual hizo que se aprobara un triangular de ascenso (jugado en la ciudad de Cartagena) entre el descendido del 2001, Atlético Bucaramanga, y los dos afiliados a la Dimayor en la Primera B, Cúcuta Deportivo y Unión Magdalena. El 16 y 18 de diciembre el Unión Magdalena consagró su regreso a Primera División con sus victorias 2-0 contra los dos rivales de turno, lo cual le dio el título de campeón del Triangular de Promoción 2001  . El segundo lugar lo ocupó el Atlético Bucaramanga completando así los 18 equipos para la siguiente temporada.

#### Ascendidos
| Ganador Grupo A Unión Magdalena Primer puesto triangular | Ganador Grupo B Atlético Bucaramanga Segundo puesto triangular |
| -------------------------------------------------------- | -------------------------------------------------------------- |

### Torneos de carácter aficionado

#### Categoría Primera C
|                                                |
| Bandera de Colombia                            |
| Campeón Independiente Medellín "B" 1.er título |

## Torneos internacionales

### Copa Libertadores
| Equipo          | Fase final               | Pts. | PJ | PG | PE | PP | GF | GC | Dif. | Rend.   |
| --------------- | ------------------------ | ---- | -- | -- | -- | -- | -- | -- | ---- | ------- |
| América de Cali | Cuartos de final         | 21   | 10 | 7  | 0  | 3  | 18 | 13 | 5    | 70 %    |
| Junior          | Octavos de final         | 11   | 8  | 3  | 2  | 3  | 13 | 10 | 3    | 45,83 % |
| Deportivo Cali  | Fase de grupos (Grupo 8) | 9    | 6  | 3  | 0  | 3  | 13 | 8  | 5    | 50 %    |

### Copa Merconorte
| Equipo            | Fase final               | Pts. | PJ | PG | PE | PP | GF | GC | Dif. | Rend.   |
| ----------------- | ------------------------ | ---- | -- | -- | -- | -- | -- | -- | ---- | ------- |
| Millonarios       | Campeón                  | 17   | 10 | 5  | 2  | 3  | 17 | 14 | 3    | 56,67 % |
| Atlético Nacional | Fase de grupos (Grupo D) | 10   | 6  | 3  | 1  | 2  | 7  | 5  | 2    | 55,56 % |
| América de Cali   | Fase de grupos (Grupo A) | 10   | 6  | 3  | 1  | 2  | 7  | 7  | 0    | 55,56 % |

#### Final
| Fecha | Ciudad    | Equipo local | Resultado      | Equipo visitante |
| --- | --------- | ------------ | -------------- | ---------------- |
| 13 de diciembre                                                                                              | Bogotá    | Millonarios  | 1 : 1          | Emelec           |
| 20 de diciembre                                                                                              | Guayaquil | Emelec       | 1 : 1 (1:3 p.) | Millonarios      |
| Millonarios se coronó campeón con un marcador global de 2:2 y ganando 3:1 en los tiros desde el punto penal. |           |              |                |                  |

|                                 |
| Bandera de Colombia             |
| Campeón Millonarios 1.er título |

## Selección nacional

### Mayores
| Fecha           | Lugar                                                               | Rival          | Marcador | Competencia                                | Goles de Colombia                                                  |
| --------------- | ------------------------------------------------------------------- | -------------- | -------- | ------------------------------------------ | ------------------------------------------------------------------ |
| 31 de enero     | Los Angeles Memorial Coliseum Los Ángeles, Estados Unidos           | México         | 3 : 2    | Amistoso internacional                     | 40' Gerardo Bedoya · 63' Julián Vásquez · 90' Néstor Salazar       |
| 3 de febrero    | Miami Orange Bowl Miami, Estados Unidos                             | Estados Unidos | 1 : 0    | Amistoso internacional                     | 53' Freddy Grisales                                                |
| 28 de febrero   | Estadio Nemesio Camacho El Campín · Bogotá, Colombia                | Australia      | 3 : 2    | Amistoso internacional                     | 12' Jorge Horacio Serna · 66' Nestor Salazar · 74' Freddy Grisales |
| 27 de marzo     | Estadio Nemesio Camacho El Campín · Bogotá, Colombia                | Bolivia        | 2 : 0    | Clasificación para la Copa Mundial de 2002 | 52', 72' (pen.) Juan Pablo Ángel                                   |
| 24 de abril     | Polideportivo de Pueblo Nuevo San Cristóbal, Venezuela              | Venezuela      | 2 : 2    | Clasificación para la Copa Mundial de 2002 | 83' Gerardo Bedoya · 88' Víctor Bonilla                            |
| 3 de junio      | Estadio Monumental Antonio Vespucio Liberti Buenos Aires, Argentina | Argentina      | 0 : 3    | Clasificación para la Copa Mundial de 2002 | Sin goles                                                          |
| 11 de julio     | Estadio Metropolitano Roberto Meléndez · Barranquilla, Colombia     | Venezuela      | 2 : 0    | Copa América 2001                          | 15' Freddy Grisales · 59' (pen.) Víctor Hugo Aristizábal           |
| 14 de julio     | Estadio Metropolitano Roberto Meléndez · Barranquilla, Colombia     | Ecuador        | 1 : 0    | Copa América 2001                          | 29' Víctor Hugo Aristizabal                                        |
| 17 de julio     | Estadio Metropolitano Roberto Meléndez · Barranquilla, Colombia     | Chile          | 2 : 0    | Copa América 2001                          | 10' (pen.) Víctor Hugo Aristizabal · 90+2' Eudalio Arriaga         |
| 23 de julio     | Estadio Centenario de Armenia · Armenia, Colombia                   | Perú           | 3 : 0    | Copa América 2001                          | 50', 69' Víctor Hugo Aristizabal · 65' Giovanni Hernández          |
| 26 de julio     | Estadio Palogrande · Manizales, Colombia                            | Honduras       | 2 : 0    | Copa América 2001                          | 6' Gerardo Bedoya · 63' Víctor Hugo Aristizabal                    |
| 29 de julio     | Estadio Nemesio Camacho El Campín · Bogotá, Colombia                | México         | 1 : 0    | Copa América 2001                          | 65' Iván Ramiro Córdoba                                            |
| 4 de agosto     | Giants Stadium East Rutherford, Estados Unidos                      | Liberia        | 2 : 1    | Amistoso internacional                     | 5' Óscar Díaz Asprilla · 30' Elson Becerra                         |
| 16 de agosto    | Estadio Nemesio Camacho El Campín · Bogotá, Colombia                | Perú           | 0 : 1    | Clasificación para la Copa Mundial de 2002 | Sin goles                                                          |
| 5 de septiembre | Estadio Nemesio Camacho El Campín · Bogotá, Colombia                | Ecuador        | 0 : 0    | Clasificación para la Copa Mundial de 2002 | Sin goles                                                          |
| 7 de octubre    | Estadio Centenario · Montevideo, Uruguay                            | Uruguay        | 1 : 1    | Clasificación para la Copa Mundial de 2002 | 67' Arnulfo Valentierra                                            |
| 7 de noviembre  | Estadio Nemesio Camacho El Campín · Bogotá, Colombia                | Chile          | 3 : 1    | Clasificación para la Copa Mundial de 2002 | 19' Freddy Grisales · 67' Juan Pablo Ángel · 68' Jersson González  |
| 20 de noviembre | Estadio Defensores del Chaco Asunción, Paraguay                     | Paraguay       | 4 - 0    | Clasificación para la Copa Mundial de 2002 | 24', 34' (pen.), 62' Víctor Hugo Aristizábal · 82' Rafael Castillo |

#### Copa América
| Equipo             | Pts. | PJ | PG | PE | PP | GF | GC | Dif. | Rend. |
| ------------------ | ---- | -- | -- | -- | -- | -- | -- | ---- | ----- |
| Selección Colombia | 18   | 6  | 6  | 0  | 0  | 11 | 0  | 11   | 100 % |

- Resultado final: Campeón.

En la temporada 2001, Colombia logró conquistar la Copa América 2001 de manera invicta ganando todos los partidos y sin recibir un solo gol en contra. Víctor Hugo Aristizabal recibió el Botín de Oro, y Óscar Córdoba completó 554 minutos sin recibir gol. El director técnico fue Francisco Maturana.
|                              |
| Bandera de Colombia          |
| Campeón Colombia 1.er título |

### Sub-20

#### Campeonato Sudamericano de Fútbol Sub-20
| Equipo             | Pts. | PJ | PG | PE | PP | GF | GC | Dif. | Rend.  |
| ------------------ | ---- | -- | -- | -- | -- | -- | -- | ---- | ------ |
| Selección Colombia | 10   | 9  | 3  | 1  | 5  | 8  | 14 | -6   | 37,04% |

- Resultado final: Sexto lugar, no clasificó a la Copa Mundial de Fútbol Sub-20 de 2001.

### Sub-17

#### Campeonato Sudamericano de Fútbol Sub-17
| Equipo             | Pts. | PJ | PG | PE | PP | GF | GC | Dif. | Rend.  |
| ------------------ | ---- | -- | -- | -- | -- | -- | -- | ---- | ------ |
| Selección Colombia | 7    | 4  | 2  | 1  | 1  | 7  | 7  | 0    | 58,33% |

- Resultado final: Quinto lugar, no clasificó a la Copa Mundial de Fútbol Sub-17 de 2001.